# Melinde

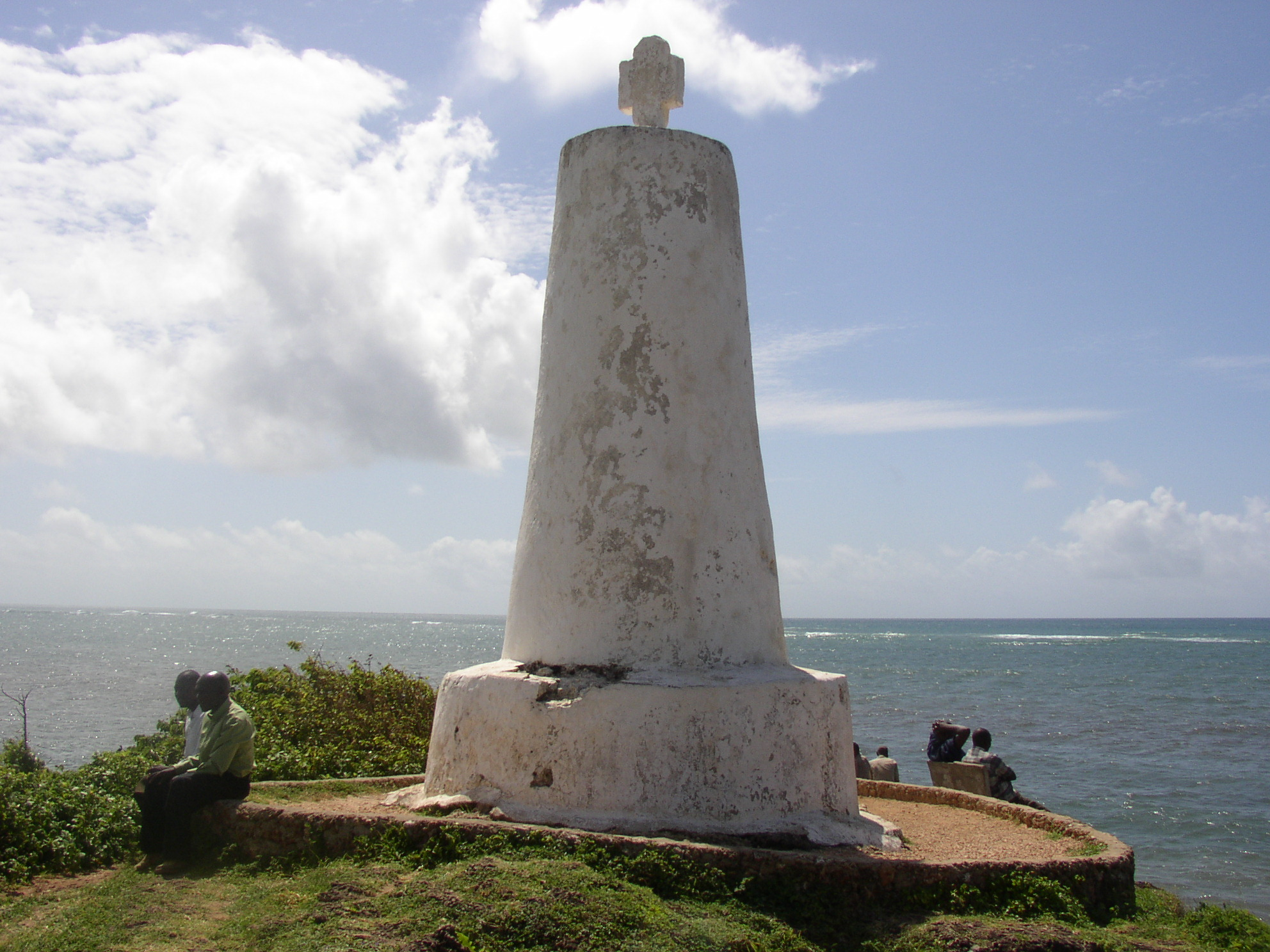
Pilar Vasco da Gama.

Melinde (Malindi em suaíle) é uma cidade do Quénia, na costa do Índico, a norte de Mombaça. Tem cerca de 68 mil habitantes. 
É uma cidade muito antiga, fundada por mercadores suaíles no século XIV. Teve contacto com exploradores chineses, em 1414, e portugueses, a partir de 1498. Tendo Vasco da Gama encontrado resistência em Moçambique e Mombaça, Melinde abriu-lhe as portas na esperança de achar nos portugueses bons aliados para a sua ambição de hegemonia. Melinde era o porto mais concorrido do Oceano Índico e ali Vasco da Gama encontrou o piloto árabe que o conduziu a Calecute e a quem alguns cronistas chamam Melemo Cana, de seu verdadeiro nome Ahmed Mesjid, de alcunha El-Melindi. Os portugueses estabeleceram aqui uma feitoria em 1500, embora alguns digam que esta feitoria só foi estabelecida em 1502. Esta feitoria caiu em 1630.
Camões refere-se várias vezes a Melinde em Os Lusíadas.